# Фред и Джордж Уизли
Фред и Джордж Уизли са двама братя-близнаци от поредицата „Хари Потър“ на Дж. К. Роулинг. Те не са много добри ученици. Мечтата им е да направят собствено магазинче за магически шегички, която се осъществява в шестата книга от поредицата. Те са пакостници и винаги си навличат неприятности. Живеят с майка си, баща си, сестра си Джини и брат си Рон. Имат още трима братя – Пърси, Бил и Чарли.
Фред и Джордж Уизли са родени на 1 април 1978 г. На 2 май 1998 г. по време на битката за Хогуортс Фред Уизли умира.
Те са с чистокръвно потелко.Родителите им са Моли Прюет Уизли и Артър Уизли.
Моли Уизли и Сириус Блек са ,,братовчеди по брак"затова родителите на Моли са свързани по някакъв начин със семейството Прюет изобразено на семейното дърво на Блек.
Родителите на Артър Уизли са Септимус и Сидрела Уизли

Артър има двама братя, но не знаем техните имена. Според Роулинг, Джини е първото родено момиче в семейството от векове наред и поради този факт съдим, че Артър е нямал сестри.
Моли има двама братя – Гидиън и Фабиан Прюет.
Имали са един чичо- Билиус, който видял злия Грим и умрял седмица по-късно.
Леля Мюриъл, която има тиара направена от таласъми.
Във четвъртият филм,тоест ,,Хари Потър и Огненият бокал" се споменава и прапралелята на Рон Уизли- леля Теси.
Имат братовчедка Мафалда която така и не влезе в книгите.Както всички знаем братята им са Бил, Чарли, Пърси,Рон,а единствената им сестра е  Джини.Джордж се омъжва  за Анджелина Джонсън. От нея им две деца,които се казват Фред и Роксан.

## Външен Вид
Очите им са кафяви Косите им са огнено червени. Ръст:190м.По време на преместването на Хари от Привит Драйв на по-сигурно място, Джордж е застигнат от проклятие и остава без ухо. Лицата им са покрити с лунички. Тялото им е подобно на техния по-голям брат Чарли. За Коледа, когато са били в третата си година в Хогуортс, Моли им е подарила сини „Уизли“ пуловери, на единия имало голямо жълто „Ф“, а на другия „Д“.

## Братята в Хогуортс
Постъпват в Хогуортс през 1989 година.Разпределени са в дом ,,Грифиндор''. След това стават биячи в куидичния отбор на ,,Грифиндор''.Притежатели са на ,,Чистометки 5".
Взели са общо 3 от изпитите С.О.В.А
Фред кани на коледния бал Анджелина Джонсън,която след смъртта на Фред се жени за Джордж. Като награди имат собствено чекмедже в кабинета на Аргус Филч.А след като наводняват коридор професор Флитуик запазва малка част от блатото като паметник в тяхна чест.
Те не завършват училище, напускат по време на седмата си година, като последен акт на съпротивление срещу „директора“ Долорес Ъмбридж.

## Творенията на близнаците
Близнаците са експерти при правенето на заклинания, също така имат усет за бизнес и с лекота намират тайните тунели на Хогуортс.
По време на световното първенство по куидич близнаците залагат всичките си пари,че Ирландия ще спечели,но Виктор Крум ще хване снича.
Използвали са Състаряваща отвара, желирани крака, Garrotting Gas;
Изобретенията им са фалшиви пръчки
- Опустошителния, фучащ, гърмящ огън на Уизли (Weasleys' Wild-Fire Whiz-Bangs)
- Разстегателни уши
- Кутийки с Лъготийки
- Headless Hat; шапката, която като я сложиш главата ти изчезва.
- Бонбончета Кръв от нослетожкж
- преносимо блато
- Бонбони Блъв – блъв
- Ton-Tongue Toffees
- Телескоп побойник (Punching telescope)
- Вещица чародейка
- Пъпкоубиец
- бонбони „Тонезик“:бонбони които като ги изядеш езика ти може да надхвърли един метър
.
З

Притежават още Чистометки 5, Миризливи сачми от Зонко, Хитроумната карта (Тайната на техния успех), торови бомбички и други.
Организации и сдружения: Близнаците са едни от първите, които срещат Хари и без колебания остават лоялни към него (по техен си начин). Те помагат на Хари, през втората му година, да преминава по пълните коридорите викайки: „Направете път на Наследникът на Слидерин, сериозно зъл магьосник преминава.“. През треПеруански внезапендина му дават Хитроумната карта, която той използва много добре. Също така близнаците се присъединяват към Войнството на Дъ
Въпреки че майка им искаше те да работят в Министерството на Магията, като баща им, амбицията на близнаците бе да си отворят магазин за шеги, където да продават своите изобретения.
„Чувахме експлозии от стаята им дълго време, но никога не сме предполагали, че те изобретяват неща“, казва Джини „Мислихме, че те просто харесват шума“.
Благодарение на парите, които Хари им дава те отварят магазинчето – „Магийки Шегобийки на братя Уизли“ по време на последната си година в Хогуортс. Много успешно магазинче, намиращо се Диагон – Али номер 93. Когато магазина на Зонко в Хогсмийд е закрит, близнаците стават номер едно в магическата индустрия за шеги. Близнаците дори казват на Хари, че възнамеряват да купят магазина на Зонко.

## Задълбочен профил
Фред и Джордж са синове на Моли Прюет и Артър Уизли, те са с две години по малки от Пърси и с две години по-големи от Рон, с три години по-големи от Джини. Близнаците влизат в Хогуортс през Септември 1989 г. и са разпределени в Грифиндор.
Фред и Джордж са еднакви по характер. Двамата понякога не се разбират с майка си защото, от една страна, понеже тя мисли че те не взимат на сериозно училищната работа, а от друга те доста се забавляват, когато ѝ досаждат и тормозят. Те се забавляват и като безпокоят Пърси, чиито характер е далеч по-различен от техният. Те обичат да са душата на компанията и център на вниманието. Освен че са големи шегаджии, те са и много потайни, прекарват много време, нарушавайки правилата и изучавайки земите на замъка Хогуортс, в които им е забранено да ходят. Те имат нюх за намиране на тайните пътища, те намират тайна пътека още по време на първата си седмица в Хогуортс, зад статуята на Грегъри Подмазвача (Gregory the Smarmy) на втория етаж.
Те често вършат лудории и пакости и затова имат много неприятности. Аргус Филч има цяло чекмедже посветено на пакостите на Фред и Джордж, Хагрид казва че е прекарал половината си живот да гони близнаците от Забранената гора. Когато Огненият бокал бе защитен с възрастова линия близнаците правят състаряваща отвара, с която се опитват да заблудят защитата. Опита бил неуспешен и на близнаците им поникнали бели, дълги бради. Те не уважават учителите изцяло, дори си позволили да хвърлят снежни топки по тюрбана на Куиръл.
В ранните си години, когато били заловени за нарушаване на правилата и наказани в кабинета на Филч, близнаците забелязали шкаф с надпис „Конфискувано и много опасно“. Само това им било нужно, те хванали първото нещо което могли и така открили необикновена карта на Хогуортс. Това била Хитроумната карта, и те я описват като „ключа на техния успех през годините“. През 1993 те дават картата на Хари, казвайки му, че на тях вече не им е нужна.
Близнаците играят биячи в Грифиндорския тим до седмата си година, когато Ъмбридж им слага забрана до живот. Те са много добри биячи и дори Оливър Ууд ги описва като „двойка човешки блъджъри“. Техният най-добър приятел – Лий Джордън е коментатор по време на мачовете.
И двамата са много умни магьосници и изобретатели. Също така са и остроумни шегаджии. Тяхната амбиция е да отворят магазин, където да продават изобретенията си.
Юни 1995, Хари дава на близнаците парите от Тримагическия турнир, за да им помогне да отворят магазинче за шеги. Благодарение на дарението, близнаците извършват много проучвания, поръчки и дори пускат обява в Пророчески Вести. Те кръщават магазинчето „Магийки Шегобийки на братя Уизли“. Те изпробват изобретенията си по време на седмата си година в Хогуортс върху първокурсниците.
Но близнаците не са само шегаджии, ние виждаме и близнаците от тяхната безпощадна страна по време на седмата си година в Хогуортс. Неспособността им да разберат, оценят и несигурната им етика да тестват продуктите си върху първокурсниците разкрива тяхната тъмна страна. Друг пример когато близнаците набутват Дейвид Монтагю от Слидерин в изчезващия шкаф защото се е опитал да им вземе точки. Те не знаели къде изчезнал той и не им пукало. Те казват: „вече не ни пука, че ще си навлечем неприятности.“
„Разкажи ѝ играта вместо нас, Пийвс“. Напускането им на Хогуортс става легенда. В последен акт на съпротива срещу Долорес Ъмбридж, близнаците призовават метлите си и обявяват отварянето на магазина си и казват че ще има отстъпка за учениците, които искат „да се отърват от този дърт прилеп“, както „кръщават“ Ъмбридж. Тогава „Фред и Джордж завиха с метлите и се понесоха устремено през отворената входна врата към великолепния залез“.
„Магийки Шегобийки на братя Уизли“ отваря врати
През лятото на 1996 г. Фред и Джордж се изнасят от „Хралупата“ и се местят в апартамент над магазинчето си. Те дори имат помощник – Верити. Дори майка им признава, че „двамата имат страхотен нюх за бизнес“.
Дж. К. Роулинг признава, че била вдъхновена за имената на Фред и Джордж Уизли от Джордж III (крал на Великобритания) и принц Фредерик. Джордж III е глух от едното ухо, което обяснява загубата на лявото ухо на Джордж Уизли. Джордж III наследява престола, след смъртта на принц Фредерик.